# Чешко Село
Чешко Село (чеш. Česká ves — Чешка вес) је насеље у Србији у општини Бела Црква у Јужнобанатском округу. Према попису становника из 2022. било је 26 становника.

## Историја
Чешко Село је најмање насеље у Белоцркванској општини. Први пут се помиње 1415. године под називом Абел, 1837. — Ablian, 1894. — Chehfalva, 1921. — Фабијан.
Име насеља први пут се помиње Абел у предикату његова поседника. Године 1833.
Намеравали су чешки колонисти бивше насеобине Шантала (Schönthal) на Дунаву да се одселе, али то тада нису учинили. Тек 1837. населе 24 шенталске породице у јасеновачком атару пољану Албиан, на народном језику Фабијан. Нови насељеници добили су 255 ланаца земље, а први општински поглавар био је Франц Ворличек.
Фабијан 1864. имао је 152 становника. Фабијан је имало школу 1857. и постављен први учитељ. Године 1882. саграђен је мост на путу за Белу Цркву. Набављене су прве оргуље за богомољу. Започело је грађење цркве 1900. која је 10. августа 1901. довршена. Нову школску зграду су добили 1900.
Бројни пораст становништва био је сталан: 1869. — 155, 1880. — 182, 1890. — 190, 1900. — 182, 1910. — 216 становника. Од тога је било: Срба — 3, Чеха — 191, Румуна — 3, Мађара — 1 становника.

## Географски положај
Има добар географски положај, али је дуго било без асфалтног пута, што је било пресудно за развој и опстанак овог малог банатског насеља. До њега се стиже одвајањем у Црвеној Цркви са пута Бела Црква—Вршац. У његовој непосредној близини се налази и аеродром Вршац.

## Становништво
Чешко Село има 21 кућу, 16 домаћинстава и атар површине 217 хектара. Има 46 становника са негативним демографским трендом (По попису становништва 2011. године).
Данашња црква је изграђена у периоду од 1900. до 10. августа 1901. године у неоготском стилу и посвећена је Јану Непомуку, који се слави сваке године 16. маја.
Ово насеље је углавном насељено Чесима (према попису из 2011. године), а у сваком попису становника од краја Другог светског рата, примећен је пад у броју становника. Ово малено село је уједно и једино насеље у Војводини и Србији са већинским чешким становништвом.

## Демографија
У насељу Чешко Село живи 38 пунолетних становника, а просечна старост становништва износи 46,9 година (44,8 код мушкараца и 49,4 код жена). У насељу има 16 домаћинстава, а просечан број чланова по домаћинству је 2,88. (Према попису из 2011. године)
|  |

| Демографија | Демографија | Демографија |
| Година      | Становника  | Становника  |
| ----------- | ----------- | ----------- |
| 1948.       | 193         |             |
| 1953.       | 179         |             |
| 1961.       | 163         |             |
| 1971.       | 118         |             |
| 1981.       | 86          |             |
| 1991.       | 58          | 58          |
| 2002.       | 46          | 46          |
| 2011.       | 40          |             |

| Етнички састав према попису из 2002.‍ | Етнички састав према попису из 2002.‍ | Етнички састав према попису из 2002.‍ | Етнички састав према попису из 2002.‍ | Етнички састав према попису из 2002.‍ |
| ------------------------------------ | ------------------------------------ | ------------------------------------ | ------------------------------------ | ------------------------------------ |
|                                      |                                      |                                      |                                      |                                      |
| Чеси                                 | Чеси                                 |                                      | 39                                   | 84,78%                               |
| Срби                                 | Срби                                 |                                      | 6                                    | 13,04%                               |
| Мађари                               | Мађари                               |                                      | 1                                    | 2,17%                                |
| непознато                            | непознато                            |                                      | 0                                    | 0,0%                                 |

| Година пописа     | 1948. | 1953. | 1961. | 1971. | 1981. | 1991. | 2002. |
| ----------------- | ----- | ----- | ----- | ----- | ----- | ----- | ----- |
| Број домаћинстава | 45    | 40    | 42    | 33    | 28    | 19    | 16    |

| Број чланова      | 1 | 2 | 3 | 4 | 5 | 6 | 7 | 8 | 9 | 10 и више | Просек |
| ----------------- | - | - | - | - | - | - | - | - | - | --------- | ------ |
| Број домаћинстава | 3 | 5 | 3 | 2 | 2 | 1 | 0 | 0 | 0 | 0         | 2,88   |

| Пол    | Укупно | Неожењен/Неудата | Ожењен/Удата | Удовац/Удовица | Разведен/Разведена | Непознато |
| ------ | ------ | ---------------- | ------------ | -------------- | ------------------ | --------- |
| Мушки  | 20     | 5                | 13           | 2              | 0                  | 0         |
| Женски | 18     | 1                | 13           | 4              | 0                  | 0         |
| УКУПНО | 38     | 6                | 26           | 6              | 0                  | 0         |

| Пол    | Укупно                    | Пољопривреда, лов и шумарство | Рибарство                            | Вађење руде и камена | Прерађивачка индустрија       |
| ------ | ------------------------- | ----------------------------- | ------------------------------------ | -------------------- | ----------------------------- |
| Мушки  | 15                        | 15                            | 0                                    | 0                    | 0                             |
| Женски | 9                         | 9                             | 0                                    | 0                    | 0                             |
| УКУПНО | 24                        | 24                            | 0                                    | 0                    | 0                             |
| Пол    | Производња и снабдевање   | Грађевинарство                | Трговина                             | Хотели и ресторани   | Саобраћај, складиштење и везе |
| Мушки  | 0                         | 0                             | 0                                    | 0                    | 0                             |
| Женски | 0                         | 0                             | 0                                    | 0                    | 0                             |
| УКУПНО | 0                         | 0                             | 0                                    | 0                    | 0                             |
| Пол    | Финансијско посредовање   | Некретнине                    | Државна управа и одбрана             | Образовање           | Здравствени и социјални рад   |
| Мушки  | 0                         | 0                             | 0                                    | 0                    | 0                             |
| Женски | 0                         | 0                             | 0                                    | 0                    | 0                             |
| УКУПНО | 0                         | 0                             | 0                                    | 0                    | 0                             |
| Пол    | Остале услужне активности | Приватна домаћинства          | Екстериторијалне организације и тела | Непознато            | Непознато                     |
| Мушки  | 0                         | 0                             | 0                                    | 0                    | 0                             |
| Женски | 0                         | 0                             | 0                                    | 0                    | 0                             |
| УКУПНО | 0                         | 0                             | 0                                    | 0                    | 0                             |